# Noah Dahlman
Noah Dahlman (Braham, 4 aprile 1989) è un cestista statunitense.

## Palmarès
- Campionato macedone: 2

MZT Skopje: 2011-12, 2012-13
- Campionato olandese: 1

Landstede Hammers: 2018-19
- Coppa di Macedonia: 2

MZT Skopje: 2012, 2013
- Supercoppa d'Olanda: 2

Landstede Hammers: 2017, 2019